# Landschaftsschutzgebiet Offenland am nördlichen Ortsrand Brilon

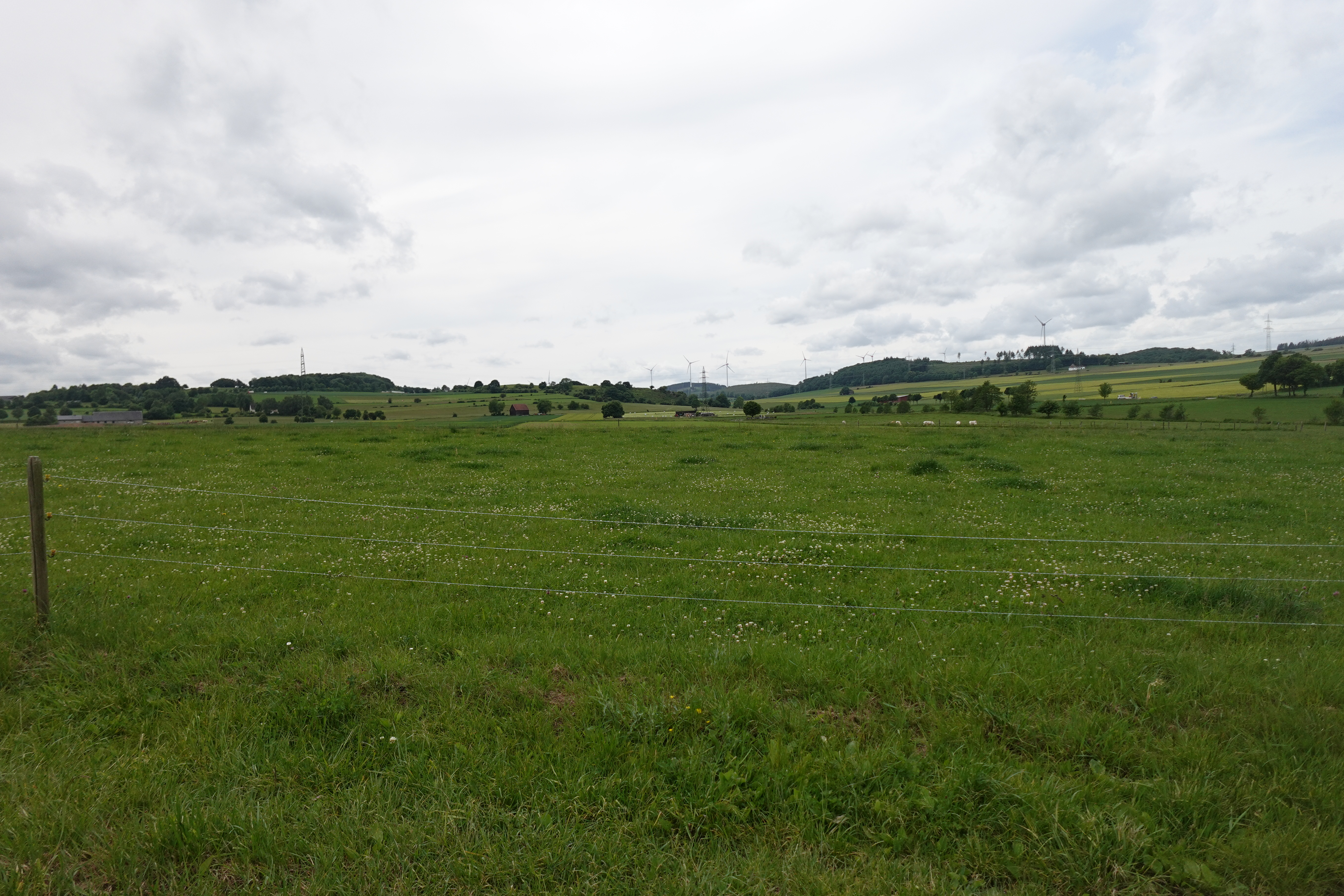
Landschaftsschutzgebiet Offenland am nördlichen Ortsrand Brilon westlich B 480

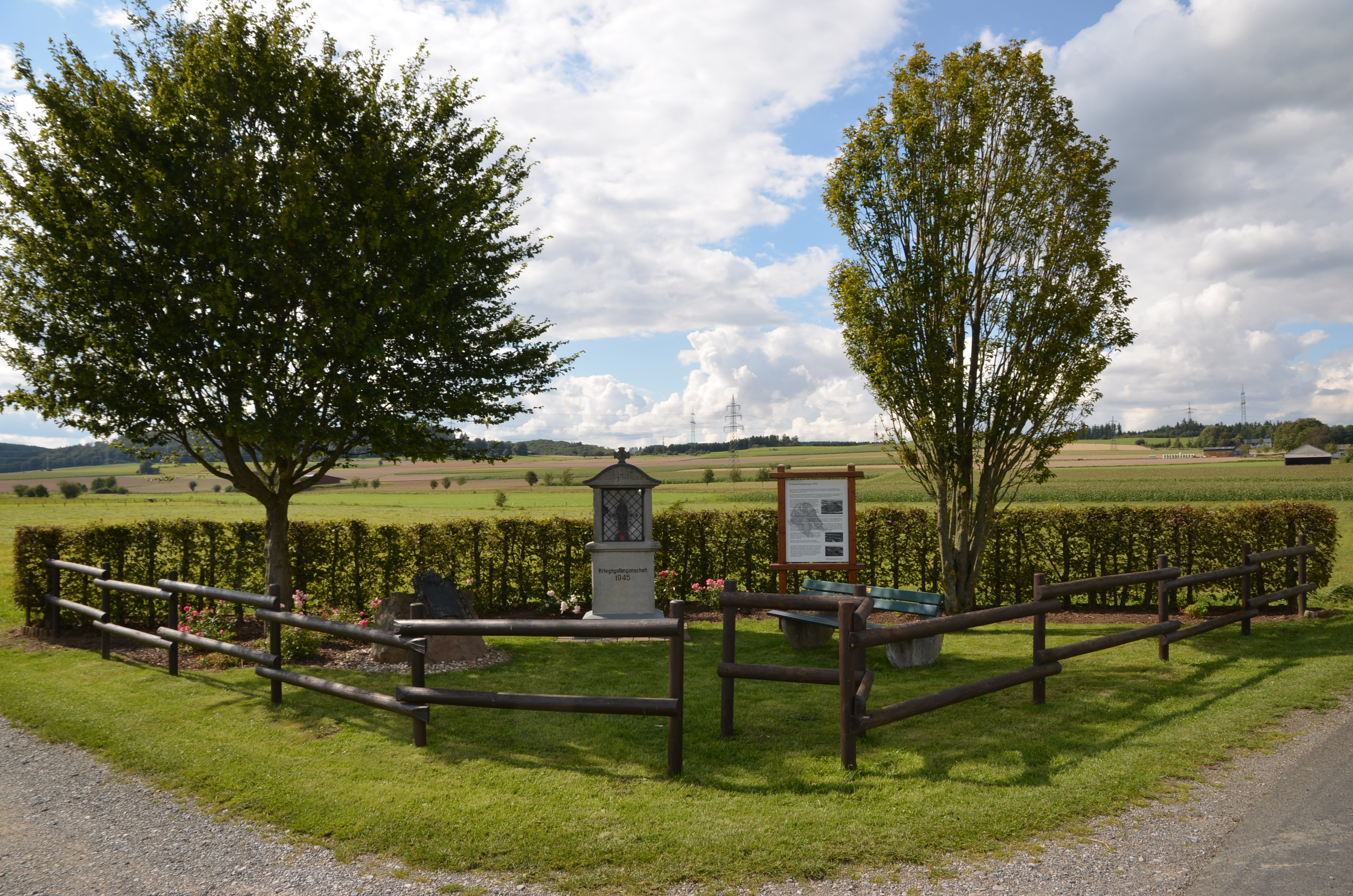
Gedenkstätte für das Kriegsgefangenenlager Aawiesen 1945

Das Landschaftsschutzgebiet Offenland am nördlichen Ortsrand Brilon mit 137,63 ha Größe liegt nördlich von Brilon. Das Gebiet wurde 2008 mit dem Landschaftsplan Briloner Hochfläche durch den Hochsauerlandkreis als Landschaftsschutzgebiet (LSG) ausgewiesen. 

## Beschreibung
Das LSG Offenland am nördlichen Ortsrand Brilon wurde als LSG Typ B, Ortsrandlagen und Landschaftscharakter, ausgewiesen. Das LSG wird fast ganz landwirtschaftlich genutzt. Dabei überwiegen Grünlandflächen als Nutzung. Das LSG beginnt direkt am Siedlungsrand von Brilon. Es besteht aus einer westlichen und einer östlichen Fläche. Östlich grenzt direkt das Naturschutzgebiet Ratmerstein an. Nördlich liegen das Naturschutzgebiet Blumenstein und das Landschaftsschutzgebiet Grünlandverbund Aa. Beide Naturschutzgebiete gehören auch zum FFH-Gebietes Kalkkuppen bei Brilon (DE 4617-303).

## Kriegsgefangenenlager Aawiesen 1945
Im LSG liegt die Gedenkstätte für das Kriegsgefangenenlager Aawiesen 1945. In den Aawiesen lag vom 6. April bis 5. Mai 1945 das Kriegsgefangenenlager Aawiesen mit bis zu 55.000 deutschen Soldaten. Mehrere Soldaten wurden auf der Flucht erschossen.

## Gesetzlich geschütztes Biotop im LSG
Im LSG liegt zwischen der B7 und dem Naturschutzgebiet Blumenstein das gesetzlich geschützte Biotop nach § 30 BNatSchG Weiden mit Hecken am Blumenstein (BK-4517-0364) zum Erhalt und Entwicklung eines Grünland-Heckenkomplexes mit einer Fläche von 10,67 ha. Das Biotop, ein Grünlandkomplex mit einigen Hecken, liegt an einer leichten Osthanglage. Außer dem NSG grenzen ansonsten Intensivgrünland und östlich ein Bauernhof an. Das überwiegend als Mähweide genutzte Fettgrünland weist nur an den Böschungskanten sowie unter Zäunen einige Magerkeitszeiger auf. An einigen Bewirtschaftungsgrenzen stocken zum Teil lückige Hecken, die vernetzende Wirkung inmitten einer ansonsten eher ausgeräumten Agrarlandschaft haben. Die Fläche besitzt einen Wert als Vernetzungsbiotop und hat ein großes Entwicklungspotential. Die Fläche hat durch die Kombination von beweidetem Grünland und Gehölzen eine Bedeutung für Heckenbrüter wie Neuntöter und Dorngrasmücke und dient als Pufferzone für das angrenzende FFH-Gebiet.

## Verbote und Gebote
Es ist im LSG unter anderem das Errichten von Bauten verboten. Auch Erstaufforstungen sowie die Neuanlage von Weihnachtsbaumkulturen, Schmuckreisig- und Baumschulkulturen sind verboten.
Laut Ausweisung sind verschiedene Gebote festgesetzt worden. Das LSG ist durch landwirtschaftliche Nutzung und Pflegemaßnahmen von Bewaldung freizuhalten. Brachflächen sind abschnittsweise im Turnus von drei Jahren zu mähen, um eine Verbuschung zu verhindern. Dabei darf nicht vor dem 1. August gemäht werden, um Bruten nicht zu vernichten. Bei der Mahd ist das Mähgut abzutransportieren. Auf Obstweiden sind, falls notwendig, Obstbäume nachzupflanzen. Abgestorbene Obstbäume sind als Habitatbäume zu belassen. Die Hecken sind alle 10 bis 15 Jahre „auf den Stock“ zu setzen, wobei Einzelbäume zu belassen sind. Die Heckenarbeiten dürfen nur vom 1. Oktober bis 28. Februar durchgeführt werden.